# Sergui Stajovski
Sergui Eduárdovych Stajovski (en ucraniano: Сергі́й Едуа́рдович Стахо́вський; Kiev, Ucrania, 6 de enero de 1986), también conocido por su transliteración al inglés realizada por la ATP, Sergiy Stakhovsky, es un exjugador de tenis ucraniano. Stajovski se convirtió en profesional en 2003 y estuvo jugando sobre todo a nivel de Challenger desde 2005 hasta 2008. Se destacó como junior al alcanzar la final del US Open en 2004, perdiendo ante el británico Andy Murray. Es el hermano mayor del jugador de tenis de Leonard Stajovski. Actualmente está dirigido por Fabrice Santoro.

## Carrera
Stajovski jugó su primer partido de individuales de la ATP en la Copa Kremlin de Moscú. Después de vencer a Alejandro Falla en la clasificación para llegar al cuadro principal, que perdió ante Nikolái Davydenko en la primera ronda. Luego llegó a los cuartos de final de un par de Challengers para terminar el año 2004 el puesto número 335 en singles.
En 2005, se clasificó para el torneo de Catar y perdió ante Hyung-Taik Lee en la primera ronda. En febrero, ganó su primer partido de individuales de la ATP donde venció al n.º 100 Christophe Rochus y al n.º 29 Mario Ančić antes de perder contra el n.º 37 Robin Söderling en los cuartos de final. Pasó la mayor parte del resto del año con un éxito moderado en el nivel de Challenger, pero se clasificó una vez más en un torneo ATP en Rusia en octubre, en el que llegó a la segunda ronda. Terminó el año en el puesto 173 del ranking. En dobles, ganó dos torneos Challenger, en España en julio y en Praga en noviembre.
En 2006, tuvo un mal comienzo del año, pues perdió en las tres primeras rondas de clasificación consecutivos. A pesar de que ganó su cuarto título de dobles en el Challenger en Ucrania en noviembre, no tuvo éxito en individuales y terminó el año en el puesto n.º 198.
En 2007 se clasificó dos para dos torneos ATP, pero perdió en la primera ronda en ambos. Tuvo más éxito en dobles, con la consecución de dos títulos Challenger más que le permitieron llegar al puesto n.º 128 en agosto. A finales de año, llegó a la final de torneo de Malasia y finalizó el año como n.º 199 en individuales.
En 2008 dio la sorpresa en el Torneo de Zagreb, donde ingresó como Lucky Loser y n.º 209 del mundo. Allí logró derrotar en primera ronda al croata Ivo Karlović, a Viktor Troicki, Janko Tipsarević y Simone Bolelli para instalarse en la final. En esa instancia, derrotó al primer preclasificado, el croata Ivan Ljubičić, convirtiéndose en el cuarto Lucky Loser desde 1978 en ganar un torneo.
En 2009, en Doha perdió en los cuartos de final ante Andy Murray. En Zagreb, como vigente campeón, alcanzó los cuartos de final, donde perdió ante Viktor Troicki. Jugó una vez más ante Andy Murray en la primera ronda del Barclays Dubai Tennis Championships, pero fue incapaz de terminar el partido al torcerse un tobillo. Lideró el equipo ucraniano de Copa Davis.
Se clasificó para el cuadro principal de Roland Garros con impresionantes actuaciones en sus tres partidos de clasificación, jugando contra Brian Dabul en la primera ronda del cuadro principal, para enfrentarse luego al serbio Novak Djokovic. En un partido de una duración de dos días debido a la falta de luz, Stajovski fue ampliamente derrotado por el serbio en tres sets. 
Stakhovsky ganó su segundo título ATP en San Petersburgo después de ganar partidos épicos contra el ex número uno del mundo, dos veces campeón de Grand Slam y dos veces excampeón del Torneo de San Petersburgo Marat Safin (quien estaba jugando su último Abierto de San Petersburgo) y psoteriormente contra Horacio Zeballos en la final.
En septiembre de 2010 llegó a estar en el puesto 31 del ranking ATP. Stakhovsky continuó su buena racha en la Copa Davis, con dos victorias ante Letonia en la primera ronda. También ganó el tercer título de su carrera, tras superar a Janko Tipsarević en la final del UNICEF Open. En New Haven, ganó su cuarto título con triunfos destacados ante Tommy Robredo y Marcos Baghdatis, convirtiéndose en el primer ucraniano en ganar dos títulos en una temporada desde Andriy Medvédev en 1994.
En el Abierto de Estados Unidos 2010, después de eliminar al australiano Peter Luczak en la primera ronda, Stakhovsky luchó en la tercera ronda contra Ryan Harrison, al que ganó. En la tercera ronda, Sergiy se retiró cuando jugaba contra el español Feliciano López, a causa de tener un dedo del pie infectado.
En 2013 ha sido frecuente verle batallar sin demasiado éxito en las fases previas de los torneos, con los cuartos del Torneo de Montpellier como mayor logro. Baste mencionar que en el torneo de Eastbourne perdió en la tercera instancia de la fase de clasificación ante el veterano James Blake. En segunda ronda, dio la sorpresa en Wimbledon al derrotar por un 6-7, 7-6 (5), 7-5 y 7-6 (5), en dos horas y 58 minutos a Roger Federer, vigente campeón del torneo. De esta forma se convirtió en el primer ucraniano que alcanza una tercera ronda en Wimbledon desde que lo logró Andriy Medvédev en 1997.

Cuando uno juega contra Roger Federer en Wimbledon es como enfrentarse a dos personas: a Federer y a su ego en la central, que es histórico. Competir contra él aquí es como jugar un dos contra uno. Mi plan era que no se separara de mí al principio del partido, mantener un marcador apretado. Fue difícil sacarlo adelante. Ha sido magia. No pude jugar mejor. Todo lo que necesité, pasó; todo lo que quise hacer, entró. Saqué muy bien. Voleé muy bien. Fantástico. No lo puedo creer. Jugué mi mejor tenis y casi no fue suficiente. Es increíble.
Aseguró Sergiy Stakhovsky, tras derrotar a Roger Federer.

En febrero de 2022, regresó a su país, para participar en la defensa de Ucrania frente a la nueva invasión rusa, ordenada por el presidente Putin.

## Títulos; 25 (11 + 14)
| Leyenda                        | Individuales | Dobles |
| ------------------------------ | ------------ | ------ |
| Grand Slam (tenis)\|Grand Slam | 0            | 0      |
| ATP World Tour Finals          | 0            | 0      |
| ATP World Tour Masters 1000    | 0            | 0      |
| ATP World Tour 500 Series      | 0            | 1      |
| ATP World Tour 250 Series      | 4            | 3      |
| ATP Challenger Series          | 6            | 11     |

### Individuales

#### ATP World Tour
| N.º | Fecha      | Torneo                     | Superficie | Oponente en la final | Resultado         |
| --- | ---------- | -------------------------- | ---------- | -------------------- | ----------------- |
| 1.  | 25.02.2008 | Torneo de Zagreb           | Carpeta    | Ivan Ljubičić        | 7-5 6-4           |
| 2.  | 26.10.2009 | Torneo de San Petersburgo  | Carpeta    | Horacio Zeballos     | 2-6 7-6(7) 7-6(8) |
| 3.  | 19.06.2010 | Torneo de 's-Hertogenbosch | Hierba     | Janko Tipsarević     | 6-3 6-0           |
| 4.  | 28.08.2010 | Torneo de New Haven        | Dura       | Denis Istomin        | 3-6 6-3 6-4       |

#### ATP Challenger Series
| N.º | Fecha      | Torneo                   | Superficie | Oponente en la final | Resultado       |
| --- | ---------- | ------------------------ | ---------- | -------------------- | --------------- |
| 1.  | 10.08.2008 | Challenger de Segovia    | Dura       | Thiago Alves         | 7-5, 7-6(4)     |
| 2.  | 18.08.2013 | Challenger de Kazan      | Dura       | Valeri Rúdnev        | 6-2, 6-3        |
| 3.  | 20.07.2014 | Challenger de Binghamton | Dura       | Wayne Odesnik        | 6-4, 7-69       |
| 4.  | 28.09.2014 | Challenger de Quito      | Dura (i)   | Thomaz Bellucci      | 6-2, 7-5        |
| 5.  | 15.05.2016 | Challenger de Seúl       | Dura       | Lu Yen-hsun          | 4-6, 6-3, 7-67  |
| 6.  | 13.08.2017 | Challenger de Portoroz   | Dura       | Matteo Berrettini    | 6-74, 7-66, 6-3 |

### Dobles

#### ATP World Tour(4)
| N.º | Fecha      | Torneo            | Superficie | Pareja            | Oponentes en la final                     | Resultado         |
| --- | ---------- | ----------------- | ---------- | ----------------- | ----------------------------------------- | ----------------- |
| 1.  | 06.10.2008 | Torneo de Moscú   | Carpeta    | Potito Starace    | Stephen Huss Ross Hutchins                | 7-6(4) 2-6 10-6   |
| 2.  | 07.06.2010 | Torneo de Halle   | Césped     | Mijaíl Yuzhny     | Martin Damm Filip Polášek                 | 4-6 7-5 10-7      |
| 3.  | 26.02.2011 | Torneo de Dubái   | Dura       | Mijaíl Yuzhny     | Jeremy Chardy Feliciano López             | 4-6 6-3 10-3      |
| 4.  | 21.07.2019 | Torneo de Newport | Césped     | Marcel Granollers | Marcelo Arévalo Miguel Ángel Reyes Varela | 6-7(10) 6-4 13-11 |

#### ATP Challenger Series
| N.º | Fecha      | Torneo                       | Superficie    | Pareja            | Oponentes en la final             | Resultado          |
| --- | ---------- | ---------------------------- | ------------- | ----------------- | --------------------------------- | ------------------ |
| 1.  | 09.08.2003 | Challenger de Samarcanda     | Tierra        | Victor Bruthans   | Pável Ivanov Darko Madjarovski    | 6-2, 6-4           |
| 2.  | 20.03.2005 | Challenger de Sarajevo       | Dura (i)      | Michal Mertiňák   | Lukáš Dlouhý Jan Vacek            | 6-78, 6-2, 6-2     |
| 3.  | 03.07.2005 | Challenger de Córdoba        | Dura          | Vladímir Volchkov | Nicolas Mahut Gilles Müller       | 7-5, 5-7, 6-1      |
| 4.  | 27.11.2005 | Challenger de Praga          | Carpeta (i)   | Filip Polášek     | James Auckland Jasper Smit        | 6-3, 3-6, 7-65     |
| 5.  | 19.11.2006 | Challenger de Dnipropetrovsk | Dura (i)      | Orest Tereshchuk  | Marco Chiudinelli Lovro Zovko     | 6-4, 6-0           |
| 6.  | 31.03.2007 | Challenger de Fes            | Tierra        | Orest Tereshchuk  | Rabie Chaki Mounir El Aarej       | 6-3, 6-3           |
| 7.  | 29.07.2007 | Challenger de Recanati       | Dura          | Fabio Colangelo   | Yu Xinyuan Zeng Shaoxuan          | 1-6, 7-63, [10-7]  |
| 8.  | 11.05.2008 | Challenger de Ostrava        | Tierra        | Tomáš Zíb         | Jan Hernych Igor Zelenay          | 7-66, 3-6, [14-12] |
| 9.  | 14.09.2008 | Challenger de Orléans        | Dura (i)      | Lovro Zovko       | Jean-Claude Scherrer Igor Zelenay | 7-67, 6-4          |
| 10. | 29.09.2013 | Challenger de Orléans (2)    | Dura (i)      | Iliá Márchenko    | Ričardas Berankis Franko Škugor   | 7-5, 6-3           |
| 11. | 17.05.2014 | Challenger de Burdeos        | Tierra batida | Marc Gicquel      | Ryan Harrison Alex Kuznetsov      | Walkover           |

## Clasificación en torneos del Grand Slam
| Torneo          | 2008 | 2009 | 2010 | 2011 | 2012 | 2013 | 2014 | 2015 | 2016 | 2017 | 2018 | 2019 | 2020 | 2021 | Títulos |
| --------------- | ---- | ---- | ---- | ---- | ---- | ---- | ---- | ---- | ---- | ---- | ---- | ---- | ---- | ---- | ------- |
| Australian Open | -    | 1R   | 1R   | 3R   | 2R   | 1R   | 1R   | 2R   | 1R   | A    | Q1   | Q2   | Q2   | 1R   | 0       |
| Roland Garros   | -    | -    | 1R   | 3R   | 2R   | 1R   | 1R   | 2R   | Q2   | 2R   | 2R   | 1R   | Q1   | Q2   | 0       |
| Wimbledon       | 1R   | -    | 1R   | 2R   | 1R   | 3R   | 3R   | 1R   | 2R   | 2R   | 2R   | Q2   | ND   |      | 0       |
| US Open         | -    | 1R   | 3R   | 1R   | 1R   | 1R   | 1R   | 3R   | 2R   | Q3   | Q1   | Q1   | A    |      | 0       |